# Hirsch Porozell
Hirsch Porozell este o companie austriacă producătoare de polistiren, parte a grupului Hirsch Servo AG și înființată în anul 1973. Compania are unități de producție în Austria, Ungaria, Slovacia, Polonia, România și Ucraina.
În anul 2016 grupul Hirsch a anunțat venituri în valoare de 64 milioane euro, la un număr de 607 angajați.

## Hirsch Porozell în România
Hirsch Porozell este prezentă în România din anul 2006, când a construit o fabrică de polistiren expandat la Bonțida în județul Cluj, cu o capacitate de 300.000 mc/an. În anul 2011 au construit o nouă fabrică de polistiren la Oradea cu o capacitate de 800 tone ambalaje polistiren/an, după o investiție de 700.000 de euro.
În 12 iulie 2016 Hirsch Porozell a achiziționat o fabrică de polistiren în Timișoara aparținând companiei Energoterom, după ce compania a intrat în faliment. Activele preluate constau într-o fabrică de polistiren expandat de mare capacitate, o linie de producție de panouri sandwich și o unitate de fabricare a conductelor preizolate pentru transportul agentului termic. Valoarea tranzacției nu a fost făcută publică.
La data de 17 august 2016, grupul austriac a anunțat preluarea a două fabrici de polistiren de la compania Arcon. Astfel, pe lângă fabricile din Cluj și Oradea, Hirsch mai deține unități de producție în București, Timișoara și Sfântu Gheorghe iar la nivel național are o capacitate totală de producție de peste un milion mc de polistiren/an.

### Cifra de afaceri
- 2014: 9,5 milioane euro[4]
- 2016: 10,6 milioane euro[1]

### Număr de angajați
- 2016: 59[1]